# Rýnské vodopády
Rýnské vodopády (německy Rheinfall, anglicky Rhine Falls) jsou největšími vodopády (z hlediska vodnosti) v Evropě. Vodopády leží na horním Rýnu mezi obcemi Neuhausen am Rheinfall a Laufen-Uhwiesen, nedaleko města Schaffhausen v severní části Švýcarska, mezi kantony Schaffhausen a Curych.
Jsou 150 m široké a 23 m vysoké. V zimních měsících je průměrný průtok vody jen 250 m³/s, zatímco v létě se zvyšuje až na 700 m³/s. Maximální průtok 1250 m³/s byl naměřen v roce 1965, a nejnižší 95 m³/s v roce 1921.
Historický název Rýnských vodopádů zní Großes Laufen.

## Geologie[4]
Vodopády vznikly pravděpodobně v poslední době ledové, kdy v oblasti působily ledovce. Stáří je odhadováno na 14000 - 17000 let. Mezi hlavní vlivy patřilo nestabilní podloží a činnost ledovců.

### Začátek doby ledové
Před 200 000 lety tekla řeka Rýn ze Schaffhausenu směrem na Klettgau, ale toto koryto bylo zasypáno štěrkem z Alp, který se zde usazoval.

### Průběh doby ledové

#### První změna v toku Rýna (před 120 000 let)
Přibližně před 120 000 let Rýn vytvořil nový kanál jižně od Schaffhausenu. Kanál dnes odpovídá tomuto původnímu Rýnskému kanálu.

#### Druhá změna v toku Rýna (před 15 000 let)
Rýnské vodopády vznikly přibližně před 15 000 lety na místě, kde tvrdý malmský vápenec přechází na výrazně měkčí štěrkový kanál. V těchto místech vznikalo mnoho trhlin, které daly vzniknout Rýnským vodopádům.

## Historie

### Hrad Laufen
Hrad Laufen byl založen v roce 828. Původně šlo o rodové sídlo baronů z Laufenu, ale hrad vystřídal mnoho majitelů (například klášter Kolster Allerhelingen, město Schaffhasuen nebo vévoda z Kyburgu). Roku 1349 byl hrad obléhán obyvateli Curychu, přičemž ti hrad dobyli a obyvatelé hradu se museli zachránit skokem do Rýna. Roku 1439 hrad koupil rod Fulachů.
V novověku na hradě sídlili guvernéři kantonu Curych - ten poslední odešel v roce 1798. Roku 1829 zde byla otevřena první vinárna pro turisty, roku 1845 pak hrad odkoupil J. L. Bleuler, který začal vybírat vstupné do areálu a také zde založil uměleckou školu.

### Hrad Wörth
Stavba hradu začala v 11. století na místě bývalé celnice. Stavba skončila v roce 1348. Prvními majiteli hradu byli pánové z Jestettu. Dalšími majiteli byli pánové z Flachau a Schultheissen von Randenburg. Ti v roce 1429 nakonec prodali hrad klášteru Allerheiligen. Po zrušení kláštera se roku 1524 stal obecním úřadem města.
Roku 1797 navštívil hrad německý básník Johan Wolfgang von Goethe. Na jeho počest se sál v 1. patře jmenuje Geotheho sál.

## Turistika[6]
Turistika v okolí Rýnských vodopádů se začala rozvíjet v průběhu 19. století - roku 1829 byla na hradě Laufen otevřena první turistická vinárna a v roce 1845 začal J. L. Bauer vybírat vstupné.

### Ubytování
Rozmach hotelnictví v okolí Rýnských vodopádů proběhl hlavně ve druhé polovině devatenáctého století, kdy nedaleko vodopádů vznikla železniční stancie Badischer Banhof. V roce 1844 byl otevřen hotel Weber, roku 1861 hotel Schweizerhof a v roce 1862 hotel Bellevue naproti železniční stanici. Význam těchto hotelů však upadl na přelomu 19. a 20. století, kdy se turismus začal přesouvat z průmyslové oblasti v okolí Rýnských vodopádů dále do Alp.

### Břehy

#### Severní břeh
Vstup na severní břeh řeky je zdarma. Na severním břehu nalezneme lanový park. Na severním břehu se také nachází hrad Wörth s vyhlídkovou restaurací.

#### Jižní břeh
Na jižním břehu se nachází hrad Laufen. Vstup na tento břeh je zpoplatněn. Na jižním břehu se nachází také restaurace Schloss Laufen.

## Ekonomické využití

Panoramatický snímek Rýnských vodopádů

### Těžba
Již od 11. století stál pod Rýnskými vodopády mlýn. Tento mlýn začal být později využíván kováři, kteří zde zpracovávali železo. V 19. století vznikly dvě malé přehrady, které zadržovaly vodu nutnou pro provoz mlýna pod vodopády.
Voda z Rýnských vodopádu se využívala při tavení a těžbě železné rudy, která je doložená již ze 16. století. Provoz vysokých pecí byl ale na konci 18. století ukončen. Provoz byl částečně obnoven v roce 1810, kdy železárny převzal Johann Georg Neher a rozšířil je do téměř původní velikosti.
Roku 1888 mlýn odkoupila společnost Aluminium-Industrie-Aktien-Gesellschaft Neuhausen, která v oblasti těžila hliník. Těžba hliníku byla ukončena až v roce 1945.

### Továrny
Nedaleko vodopádů byla v roce 1853 založena Schweizerische Waggons-Fabrik (později SIG). Továrna zde byla založena kvůli možnosti vyrábět elektrickou energii z vody.

### Vodní elektrárny
Výkon elektrárny Neuhausen, která se nachází pod Rýnskými vodopády, je 4,4 MW.

## Galerie

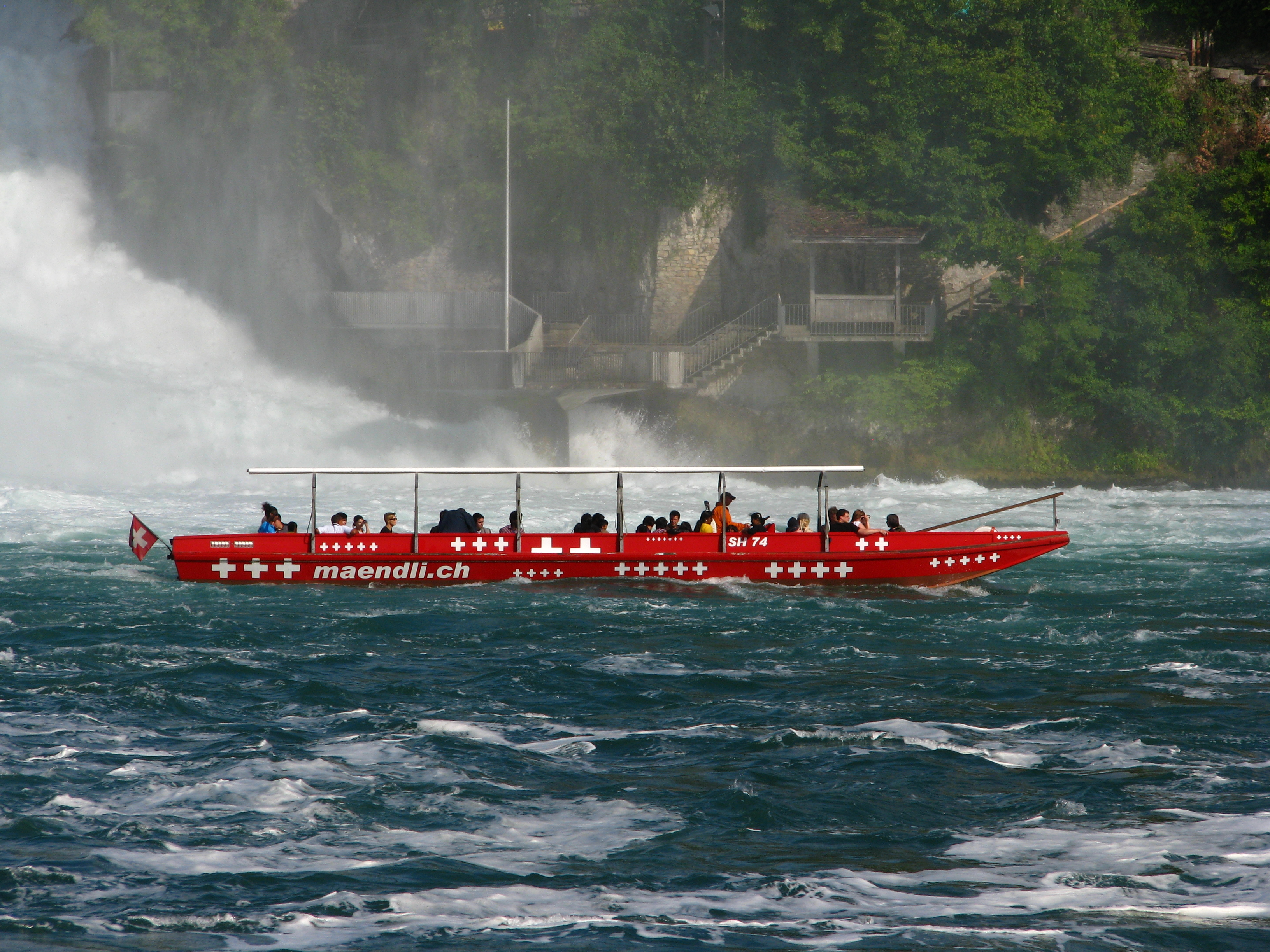
Turistická loď v blízkosti vodopádů
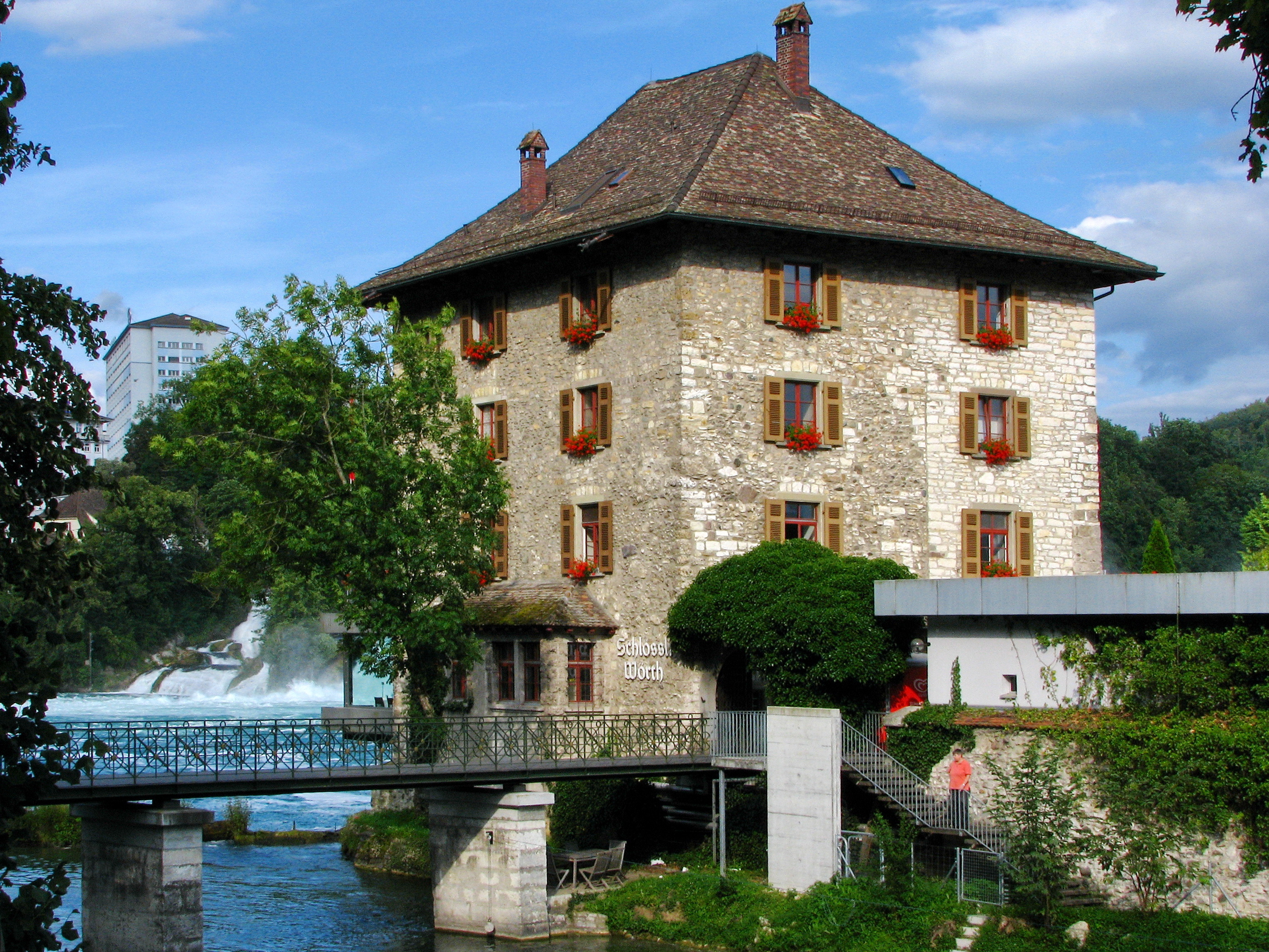
Hrad Wörth
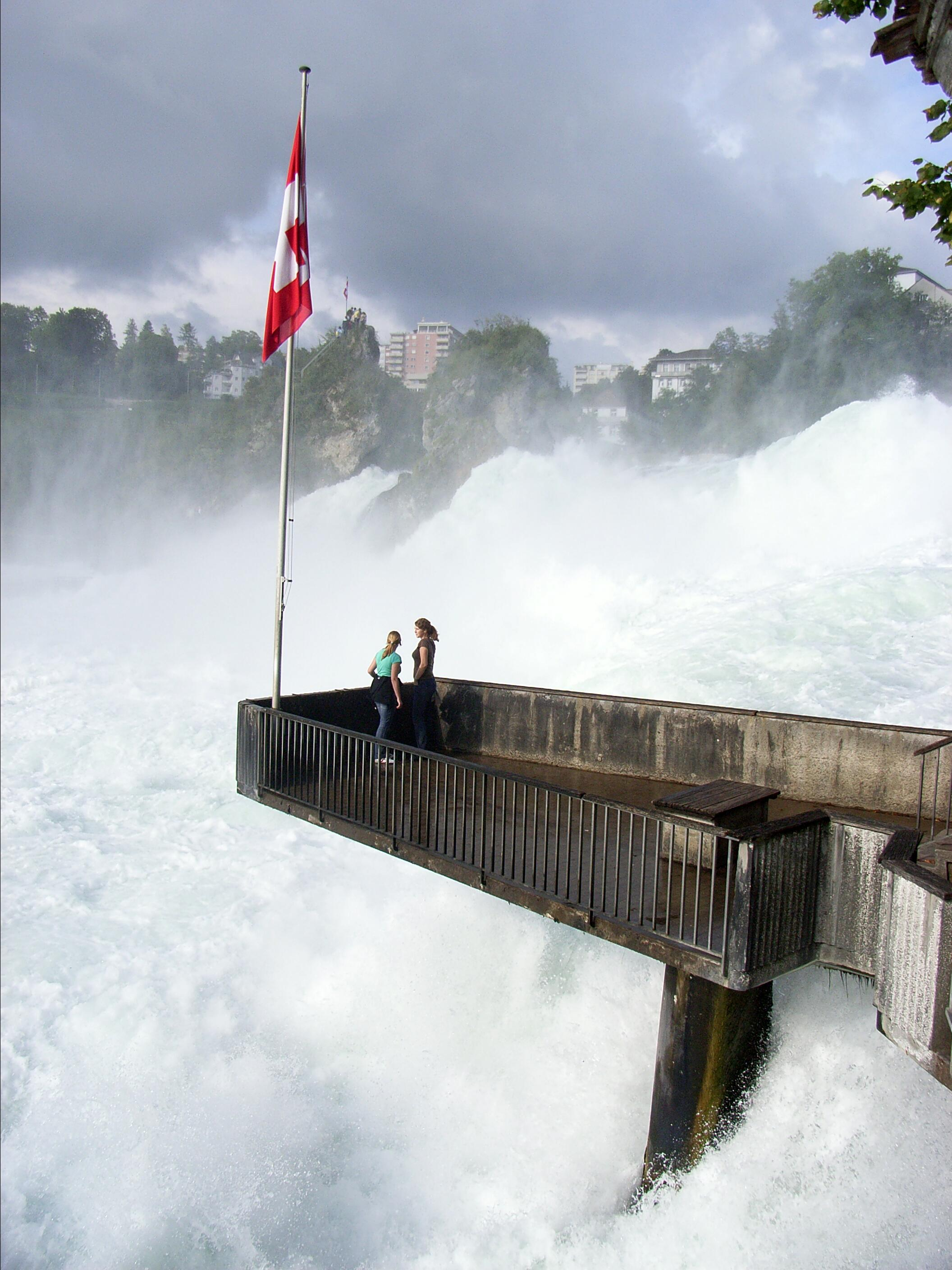
Vyhlídková plošina
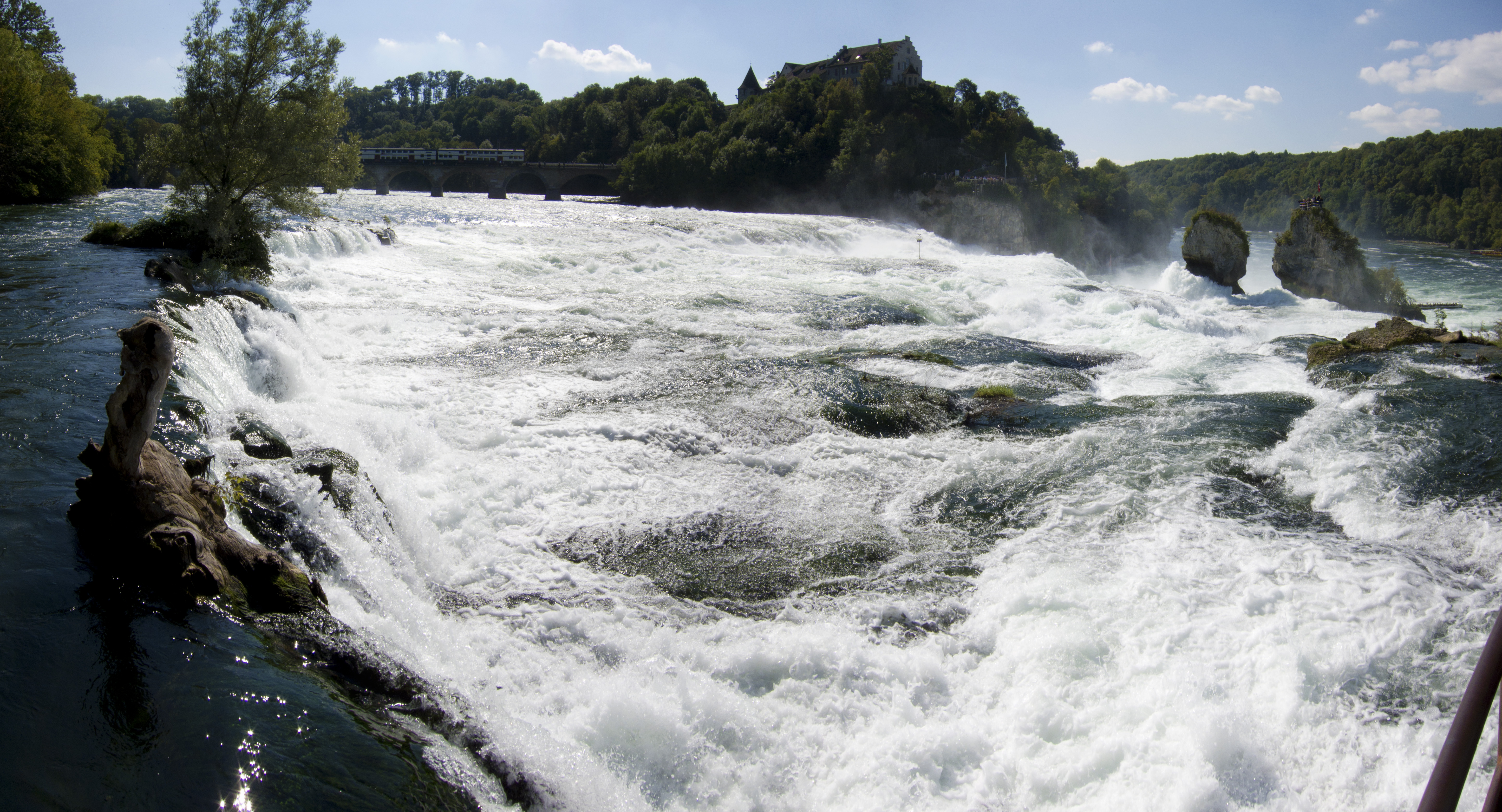
Panorama
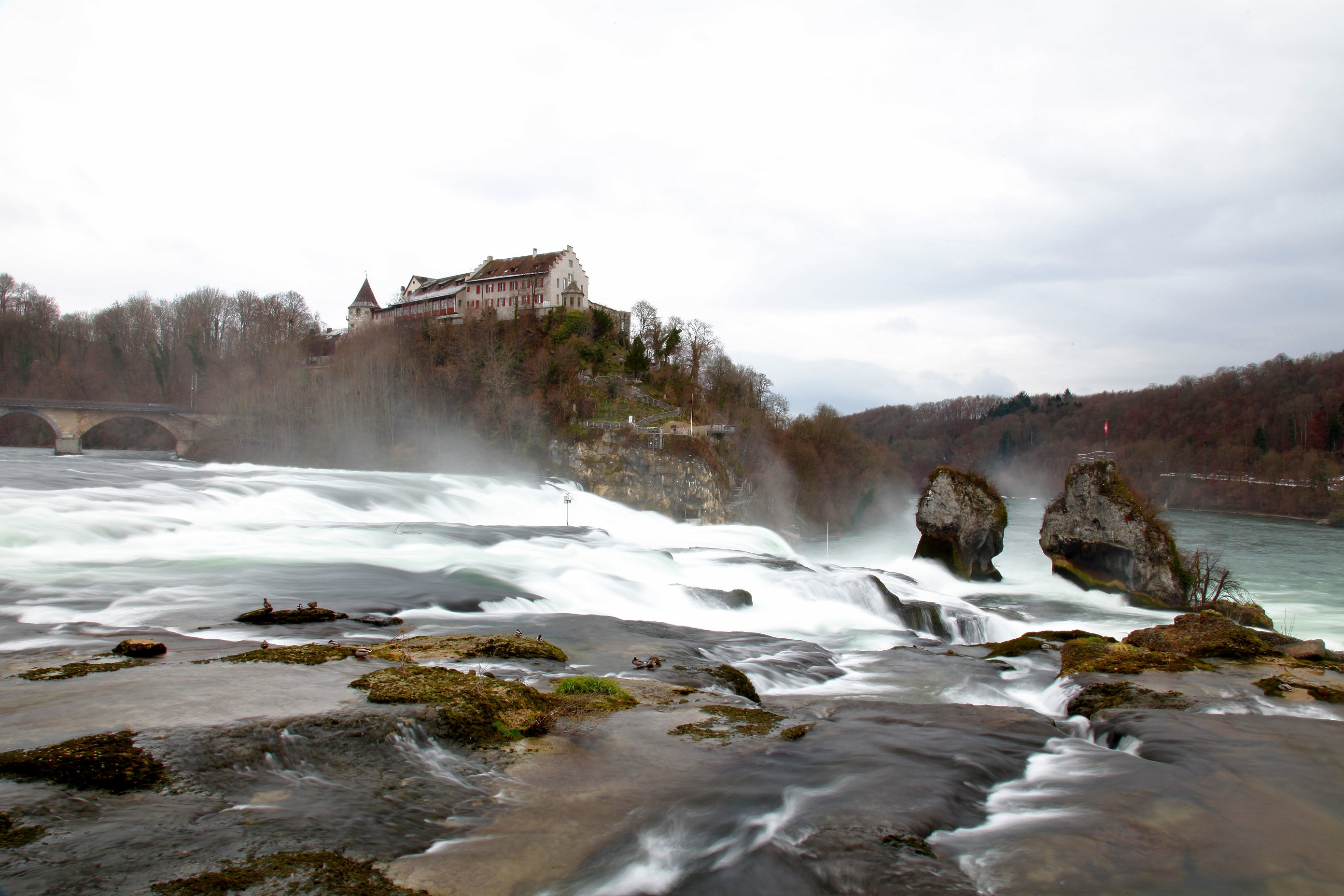
Dlouhá expozice, hrad Laufen v pozadí